# Râul Fundul Pârâului
Râul Fundul Pârâului este un curs de apă, afluent al Râului Negru. 